# 北摂豪雨
北摂豪雨（ほくせつごうう）は、1967年（昭和42年）7月8日から9日にかけて大阪府北摂を中心とした地域に発生した集中豪雨の影響による災害である。西日本一帯に多大な被害を出した昭和42年7月豪雨（同年7月7日から10日）の一部とされている。この豪雨は昭和42年北摂豪雨災害とも呼ばれている。

## 概要
1967年（昭和42年）7月、台風第7号から変わった熱帯低気圧に暖湿気流が流れ込み前線の活動が活発になった。7月9日には熱帯低気圧から変わった温帯低気圧が前線上を九州北部から関東に進み、大阪では7月8日から9日にかけて150.1mmの雨を観測した。各地で大雨となり、茨木市の茨木雨量観測所では総雨量248.5mm（最大時間雨量 60.0mm）を観測した。
大阪府内では死者5名、家屋全壊62棟、家屋半壊110棟、床上浸水16,684戸、床下浸水119,976戸の被害が出た。特に安威川流域では、死傷者61名、家屋の全半壊41戸、床上・床下浸水約25000戸、河川堤防決壊12箇所などの被害が出た。
茨木市、箕面市、摂津市などが甚大な被害を受けた。橋梁被害は13橋であけぼの橋の流失（茨木市東野々宮町）や千歳橋の橋脚破損（茨木市戸伏町）などの被害があった。

## 対策
この豪雨をきっかけに抜本的な治水対策として安威川ダムの建設計画が立案され、2023年9月1日に供用された。